# Frederik Wandahl
Frederik Michal Anker Wandahl (* 9. Mai 2001 in Höllviken) ist ein dänischer Radrennfahrer.

## Sportlicher Werdegang
Frederik Wandahl gilt als großes Talent im dänischen Radsport. Im Jahr 2018 wurde er sowohl dänischer Meister beim Straßenrennen der Junioren als auch 7-facher dänischer Juniorenmeister auf der Bahn. Bei den UCI-Bahn-Weltmeisterschaften der Junioren gewann er die Silbermedaille im Omnium. Der dänische Radsportverband Danmarks Cykle Union kürte ihn aufgrund seiner Leistungen zum Talent des Jahres 2018.
Für das erste Jahr in der U23 bekam Wandahl 2020 einen Vertrag beim dänischen UCI Continental Team ColoQuick, hatte jedoch keine Renneinsätze im Rahmen des Rennkalenders der UCI.
Im August 2020 unterschrieb Wandahl einen Dreijahresvertrag ab der Saison 2021 beim UCI WorldTeam Bora-hansgrohe. Damit war er der bis dahin jüngste Däne auf der UCI WorldTour. Seinen Einstand für das Team Bora-hansgrohe gab Wandahl im Februar 2021 bei der Étoile de Bessèges. In der Vorbereitung auf den Giro d’Italia 2023 stürzte er im Training schwer und brach sich den Oberschenkel. Nach seiner Genesung erzielte er mit dem achten Platz bei Bretagne Classic Ouest-France sein bisher wertvollstes Ergebnis. Im Oktober 2023 wurde sein Vertrag um zwei Jahre verlängert. Highlight der Saison 2024 war der fünfte Gesamtrang bei der Tour de Wallonie, womit er die Nachwuchswertung gewann.

## Erfolge

### Straße
2018
- Dänischer Meister – Straßenrennen (Junioren)
- eine Etappe und Nachwuchswertung Saarland Trofeo

2023
- Bergwertung Gree-Tour of Guangxi

2024
- Nachwuchswertung Tour de Wallonie

### Bahn
2016
- Dänischer Meister – Punktefahren (Junioren)

2017
- Dänischer Meister – Punktefahren (Junioren)

2018
- Dänischer Meister – Zeitfahren, Einzelverfolgung, Omnium, Punktefahren, Scratch, Mannschaftsverfolgung und Zweier-Mannschaftsfahren (Junioren)
- Junioren-Weltmeisterschaft - Omnium

2019
- Dänischer Meister – 4000 m Mannschaftsverfolgung

2020
- Dänischer Meister – Scratch